# Éric Fraticelli
Pour les articles homonymes, voir Fraticelli.
Éric Fraticelli, également surnommé Pido, né le 15 juillet 1969 à Bastia, est un humoriste, acteur, réalisateur et scénariste français. Il est originaire de Corse.

## Biographie

### Les débuts avec le duo Tzek et Pido
Éric Fraticelli est né à Bastia le mardi 15 juillet 1969, de parents qui habitaient à Bastia et travaillaient tous les deux à l'hôpital de la ville.
Après avoir obtenu son bac, il continue ses études sur le continent, à la faculté d'Aix-en-Provence pour préparer une maîtrise de philosophie, voulant se consacrer à une carrière d'enseignant. Il arrête ses études au bout d’un an. Il se passionne aussi pour le théâtre, qu'il pratique à l'université. Il y retrouve Jacques Leporati, son ancien compère de lycée du quartier de Lupino. Ils décident de monter un spectacle amateur avec des sketchs comiques.
En 1996, après avoir terminé tous deux leurs études (Éric Fraticelli étant par ailleurs titulaire d'un doctorat en philosophie intitulé Création et répétition dans l'évolution biologique), ils forment un duo d'humoristes nommé Tzek et Pido, ils se produisent dans de petites salles à Marignane et en Corse, puis au Palais des Glaces[Lequel ?] et à l'Olympia en première partie de Patrick Fiori. L'association a duré jusqu'en 2005.

### La révélation au cinéma avecL'Enquête corse
C'est là que l'ex-Pido est passé au cinéma. « Pour moi, tout a débuté lors de notre passage au Palais des Glaces, à Paris en 1999, lorsque le scénariste du film L'Enquête corse est passé nous voir et m'a proposé un petit rôle ».
L'Enquête corse, dans lequel il incarne un nationaliste amateur et maladroit, le révèle alors au grand public, Il participe ensuite, dans un petit rôle, à Un long dimanche de fiançailles de Jean-Pierre Jeunet, puis d'autres films de Jean-Paul Rouve, Pascale Pouzadoux ou Philippe Harel, etc.
Jusque-là toujours cantonné dans des rôles de terroristes ou gentil défenseur de la Corse, il commence à jouer d'autres rôles plus variés comme dans le téléfilm de France 2, Contes et nouvelles du XIXe siècle : Claude Gueux.
Il incarne de 2008 à 2014 le rôle de « Tony Campana » dans Mafiosa. Il est l'homme de confiance de la « Mafiosa » Sandra Paoli (Hélène Fillières).
Aux élections municipales de 2014, Éric est présent à Bastia sur la liste divers gauche de Jean Zuccarelli, fils du maire sortant Émile Zuccarelli, dans le cadre d'un projet d'académie gratuite de théâtre qu'il soutient,. Par représailles, il reçoit des lettres de menaces et sa voiture est détériorée par des partisans de la liste concurrente nationaliste.
À partir de janvier 2017, il écrit et met en scène la pièce de théâtre Le Clan au Théâtre de Paris. Il y incarne aux côtés de Philippe Corti, Denis Braccini et Jean-François Perrone un groupe de malfrats pieds nickelés se lançant dans un enlèvement. En janvier 2023, il adapte la pièce au cinéma en interprétant le personnage de Belette, accompagné du même casting. Le Clan réalisera le meilleur score au box-office de l'histoire du territoire corse.
Au mois de mars 2022 sort son film, Permis de construire, dont il est le co-scénariste. Film qu'il réalise et au sein duquel il interprète le rôle du personnage Santu.

## Filmographie

### Acteur

#### Cinéma

##### Longs métrages
- 2004 : L'Enquête corse, d'Alain Berberian : Figoli dit « le piaf »
- 2004 : Le Silence, d'Orso Miret : Jean-Pierre
- 2004 : Un long dimanche de fiançailles, de Jean-Pierre Jeunet : le corse menaçant Pire
- 2007 : Sans arme, ni haine, ni violence, de Jean-Paul Rouve : un truand
- 2008 : De l'autre côté du lit, de Pascale Pouzadoux : lieutenant Lorenzi
- 2008 : Les Randonneurs à Saint-Tropez, de Philippe Harel
- 2009 : Bambou, de Didier Bourdon
- 2011 : La Marche de l'enfant Roi de Magà Ettori : Albinu
- 2011 : La Croisière, de Pascale Pouzadoux
- 2012 : Ulanskaya ballada de Oleg Fesenko : Napoléon
- 2013 : Vive La France de Michaël Youn : un nationaliste corse
- 2014 : La French, de Cédric Jimenez : Bianchi
- 2016 : Marseille de Kad Merad : le cousin du chauffeur de taxi
- 2018 : Taxi 5 de Franck Gastambide : un policier ripoux
- 2022 : Permis de construire de lui-même : Santu
- 2023 : Le Clan de lui-même : Belette
- 2023 : Inestimable de lui-même : Ange

##### Courts et moyens métrages
- 2004 : Il était une fois dans l’Ouest… de la Corse de Laurent Simonpoli : président John Red
- 2008 : Assassins de Laurent Simonpoli

#### Télévision
- 2008-2014 : Mafiosa : Tony Campana
- 2009 : Contes et nouvelles du XIXe siècle : Claude Gueux : Santini
- 2011 : Les Beaux Mecs, de Gilles Bannier
- 2011 : Mission sacrée, de Daniel Vigne : Acquaviva
- 2017 : Le Bureau des Légendes saison 3, de Éric Rochant : Jean-Marc
- 2025 : Plaine orientale de Pierre Leccia : César Carlotti

#### Documentaire
- 2019 : L'Exil de l'Aigle : Napoléon

### Réalisateur et scénariste
- 2022 : Permis de construire
- 2023 : Le Clan
- 2023 : Inestimable
- 2026 : Permis de détruire

## Théâtre
- 2017 : Le Clan au Théâtre de Paris : auteur, acteur et metteur en scène.
- 2020 : Si on savait, mise en scène Jean-Luc Moreau, Théâtre des Bouffes-Parisiens, auteur

## Clips musicaux
- Mafiosa de Jul